# Ptilanthura colpos
Ptilanthura colpos is een pissebed uit de familie Anthuridae. De wetenschappelijke naam van de soort is voor het eerst geldig gepubliceerd in 1996 door Brian Frederick Kensley.